# 솜나물
솜나물(학명: Leibnitzia anandria)은 한국, 일본, 중국, 러시아에 분포하는 여러해살이풀이다. 잎은 부리에서 뭉쳐 나오며, 뒷면에는 거미줄 같은 흰색 털이 빽빽이 나 있다. 봄에 생긴 잎과 가을에 생긴 잎은 생김새가 다르다. 봄에 생긴 잎은 삼각형으로 가장자리에 톱니가 약간 있는 반면 가을에 생긴 잎은 긴 타원형으로 가장자리가 무의 잎처럼 깊게 갈라진다. 꽃은 4-9월에 꽃줄기 끝에서 마치 한 송이의 꽃처럼 보이는 두상꽃차례를 이루며 핀다. 봄에 피는 꽃은 두상꽃차례의 혀꽃과 관꽃으로 이루어졌으며, 가을에 피는 꽃은 총포 속에서 관꽃만 피기 때문에 겉에서 관찰할 수 없다. 봄꽃의 혀꽃은 뒷면에 자줏빛이 돌고 앞면이 흰색을 띤다. 어린순은 나물로 먹을 수 있고 열매는 갈색으로 익으며, 흰색 갓털이 달려 있다.